# Pierre-Narcisse Guérin
Pour les articles homonymes, voir Guérin.
 (août 2019).
Si vous disposez d'ouvrages ou d'articles de référence ou si vous connaissez des sites web de qualité traitant du thème abordé ici, merci de compléter l'article en donnant les références utiles à sa vérifiabilité et en les liant à la section « Notes et références ».
Pierre-Narcisse, baron Guérin, né le 13 mars 1774 à Paris et mort le 6 juillet 1833 à Rome, est un peintre néoclassique français.
Membre de l'Institut, il fut directeur de la villa Médicis à Rome.

## Biographie
Pierre-Narcisse Guérin naît le 13 mars 1774 à Paris, de parents thiernois. Son père est quincaillier. Bien que non attiré par les arts, encouragé par ses parents, il est admis en 1785 à l'Académie royale de peinture et de sculpture à Paris. Il y est l’élève d'Hughes Taraval et de Nicolas Guy Brenet puis en est exclu par paresse et n'y est réintégré que lorsque Jean-Baptiste Regnault en prend la direction.
Second prix de Rome 1796, en 1797, il obtient le premier grand prix de Rome pour La Mort de Caton d'Utique. Son premier tableau remarquable est Le Retour de Marcus Sextus, qui connaît un succès au Salon de 1799. Peu après, il peint son Orphée au tombeau d'Eurydice et L'Offrande à Esculape. Il est un temps pressenti pour épouser Julie Le Brun, fille d'Élisabeth Vigée Le Brun, mais celle-ci tombe amoureuse du secrétaire du directeur du théâtre impérial de Saint-Pétersbourg,.
Il est décoré de la Légion d'honneur en 1803.
Il se rend ensuite en Italie où il passe plusieurs années. De retour à Paris, il reparaît au Salon de 1810 avec trois tableaux : L'Aurore enlevant Céphale — composition froidement accueillie —, Andromaque et Pyrrhus et Bonaparte pardonnant aux révoltés du Caire, toile qui donne lieu à de vives critiques. Cette même année, Guérin ouvre à Paris un atelier bientôt très fréquenté, d'où sont sortis les peintres romantiques les plus notables : Théodore Géricault, Ary Scheffer et son frère Henry Scheffer, Léon Cogniet, Victor Orsel, Paul Huet ou encore Eugène Delacroix. Il n'est pas marié et n'a pas d'enfant et se consacre donc à son atelier et ses élèves dont il est très proche.
Parmi les œuvres représentatives que Guérin produisit ensuite, Clytemnestre et Didon et Énée, dont le sujet fut très vif au Salon de 1817. Professeur à l'École des beaux-arts de Paris, il est institué officiellement le 27 novembre 1816, en remplacement de Claude Dejoux mort la même année. Il sera lui-même remplacé en 1833 par Paul Delaroche. Membre de l'Institut en 1815 (fauteuil 9), il accepte, en 1822, la direction de l'Académie de France à Rome, qu'il garde jusqu'en 1828.
Il meurt le 6 juillet 1833 à Rome.

### Élèves
- Guillaume Bodinier (1795-1872)
- Augustin Burdet (1798-1870)
- Léon Cogniet (1794-1880)
- Alexandre Colin (1798-1875)
- Eugène Delacroix (1798-1863)
- François-Xavier Dupré (1803-1871)
- Théodore Géricault (1791-1824)

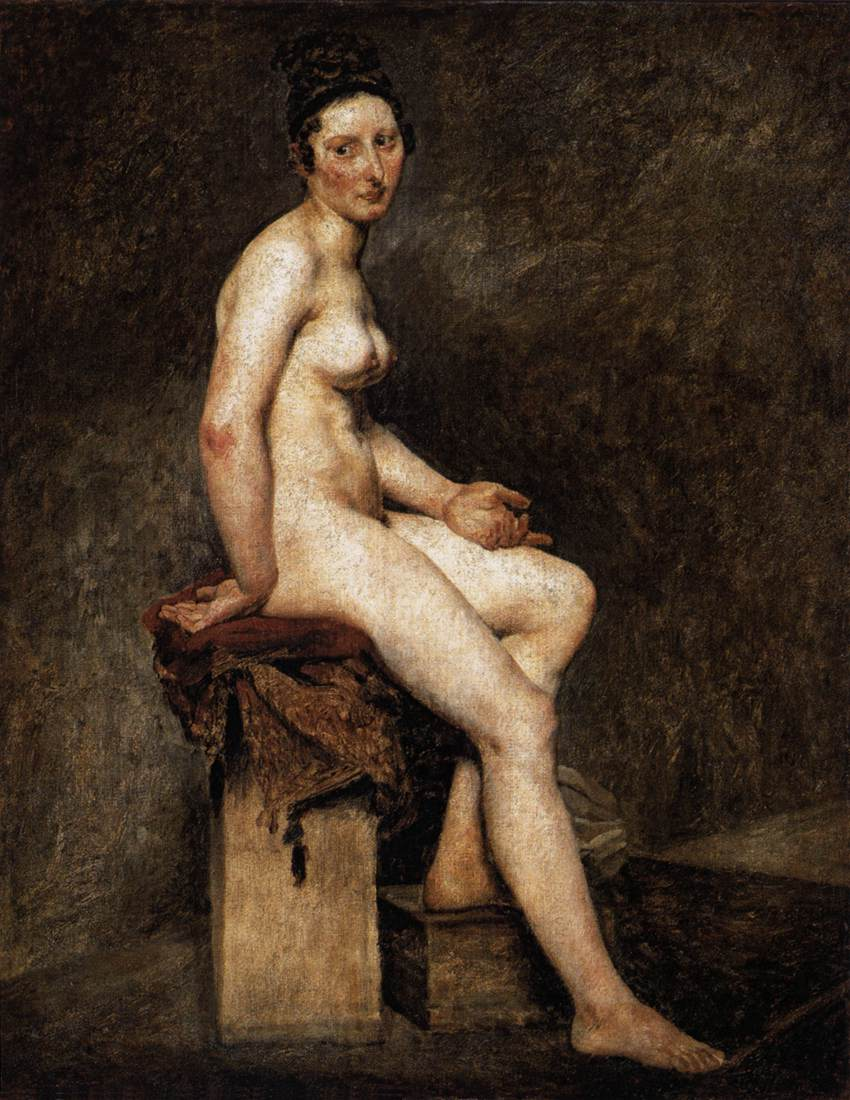
Nu assis, dit Mlle Rose,
modèle de l’atelier d’enseignement de Guérin,
Delacroix, 1817-1820,
musée du Louvre.

- Joseph Joachim Guernier (1791-1848)
- Louis-Pierre Henriquel-Dupont (1797-1892)
- Paul Huet (1803-1869) à propos de qui il a déclaré : « il ne sera jamais qu'un petit Van Loo[7] » et « jamais prix de Rome »[8]
- Victor Orsel (1795-1850)
- Ary Scheffer (1795-1858)
- Henry Scheffer (1798-1862)
- Charles-Auguste van den Berghe (1798-1853), élève en 1825.
- Pierre Michel Adam (1799-1853)

## Œuvre

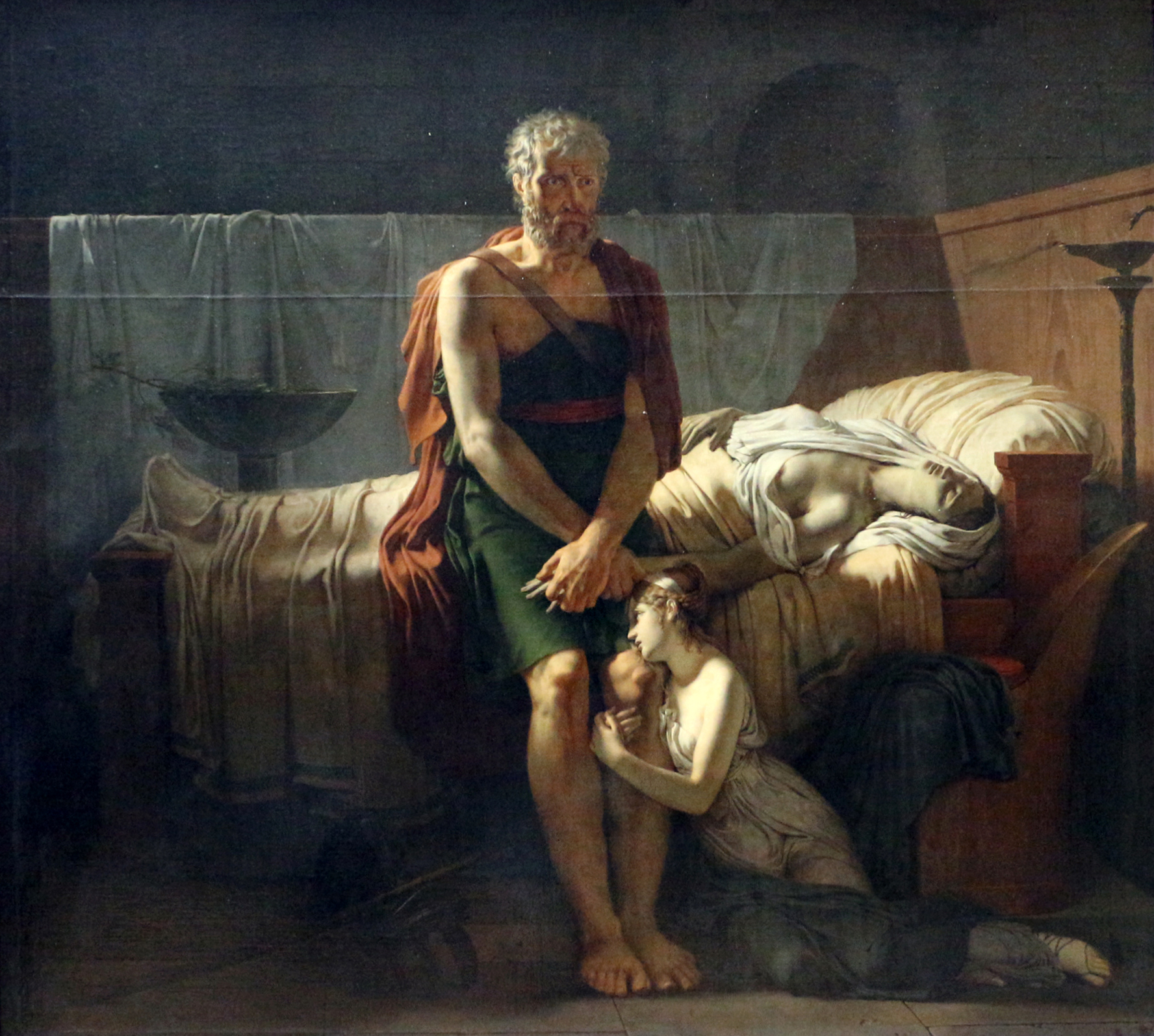
Le Retour de Marcus Sextus,
(1799), Paris, musée du Louvre.

### Peinture
- La Mort de Brutus (1793), huile sur toile, 111 × 144 cm, Vizille, musée de la Révolution française [9]
- Jeune fille en buste, 1794, huile sur toile, 60 × 50 cm, Paris, musée du Louvre[10].
- Mort de Caton d'Utique, prix de Rome en 1797, huile sur toile, 111 × 144 cm, Beaux-Arts de Paris[11].
- Le Retour de Marcus Sextus, proscrit de Sylla, qui retrouve sa femme morte et sa fille au désespoir, 1799, huile sur toile, 217 × 243 cm, Paris, musée du Louvre[12].
  - Le Retour de Marcus Sextus, Salon de 1799, huile sur papier marouflé sur toile, 37 × 42 cm, Vizille, musée de la Révolution française[13]
- Putti, allégorie de l'immortalité, 1800, huile sur toile marouflée, Paris, palais du Louvre, salle des Sévères[14].
- La Leçon d'Archimède, vers 1800, huile sur papier collé sur toile, 21,5 × 26,8 cm, musée des Beaux-Arts de Dijon[15].
- Scène de l'évangile, vers 1800, huile sur papier collé sur toile, 22 × 27,4 cm, musée des Beaux-Arts de Dijon[16].
- Phèdre et Hippolyte, 1802, huile sur toile, 257 × 335 cm, Paris, musée du Louvre[17].
  - Phèdre et Hippolyte, avant 1802, esquisse, huile, crayon sur papier marouflé sur toile, 33 × 46 cm, Paris, musée du Louvre[18].
- L'Offrande à Esculape, 1803, huile sur toile, 291 × 259 cm, musée des Beaux-Arts d'Arras[19].
- Les Bergers au tombeau d'Amyntas, 1805, huile sur toile, 131 × 176 cm, Paris, musée du Louvre[20].
- Bonaparte fait grâce aux révoltés du Caire, 23 octobre 1798, Salon de 1808, huile sur toile, Commandé par Napoléon Ier pour la galerie de Diane au palais des Tuileries, 365 × 500 cm, château de Versailles[21].
- L'Aurore enlevant Céphale, Salon de 1810, huile sur toile, 254 × 186 cm, Paris, musée du Louvre[22].
- Néoptolème, Hermione et Andromaque, huile sur toile, 1810, Paris, musée du Louvre[réf. nécessaire].
  - Aurore et Céphale, 1811, huile sur toile, 36 × 26 cm, Saint-Petersbourg, musée de l'Ermitage[23].
- Andromaque et Pyrrhus, Salon de 1810, huile sur toile, 342 × 457 cm, Paris, musée du Louvre[24].
  - Andromaque et Pyrrhus, 1813, réplique, huile sur toile, 130 × 174 cm, musée des Beaux-Arts de Bordeaux[25].
- Jeune femme en buste, 1812, huile sur toile, 65 × 54 cm, Paris, musée du Louvre[26].
- La Mort du général Lannes (duc de Montebello), 1810-1811, inachevée, huile sur toile marouflée sur bois, 320 × 481 cm, musée des Beaux-Arts de Valenciennes[27].
- Enée racontant à Didon les malheurs de la ville de Troie (1815), huile sur toile, 292 × 390 cm, musée du Louvre[28]
  - Énée et Didon, 1815, étude, huile sur toile, 35 × 45 cm, Paris, musée du Louvre[29].
- Henri du Vergier dit Henri de La Rochejaquelein, vers 1816, huile sur toile, 216 × 142 cm, musée d'Art et d'Histoire de Cholet[30].
- Louis du Vergier, marquis de la Rochejaquelein (1777-1815), général vendéen, 1819, huile sur toile, 218 × 140 cm, musée d'Art et d'Histoire de Cholet[31].
- Clytemnestre hésitant avant de frapper Agamemnon endormi, Esquisse, vers 1817, huile sur toile; traces de dessin à la plume, 30,6 x 33,3 cm, musée des Beaux-Arts d'Orléans[32]
- Clytemnestre hésitant avant de frapper Agamemnon endormi, Réplique réduite, après 1817, huile sur toile, 36,5 x 32,5 cm, musée des Beaux-Arts d'Orléans[33]
- Clytemnestre hésitant avant de frapper Agamemnon endormi, 1817, huile sur toile, 342 × 325 cm, Paris, musée du Louvre[34].
- Portrait de Lamennais, 1826, huile sur toile, château de Versailles[35].
- La Mort de Priam, avant 1833, huile sur toile, inachevée, 435 × 630 cm, musée des Beaux-Arts d'Angers[36].
- La leçon de Pythagore, huile sur toile, 58,4 x 96,5 cm, Wellesley, Davis Museum

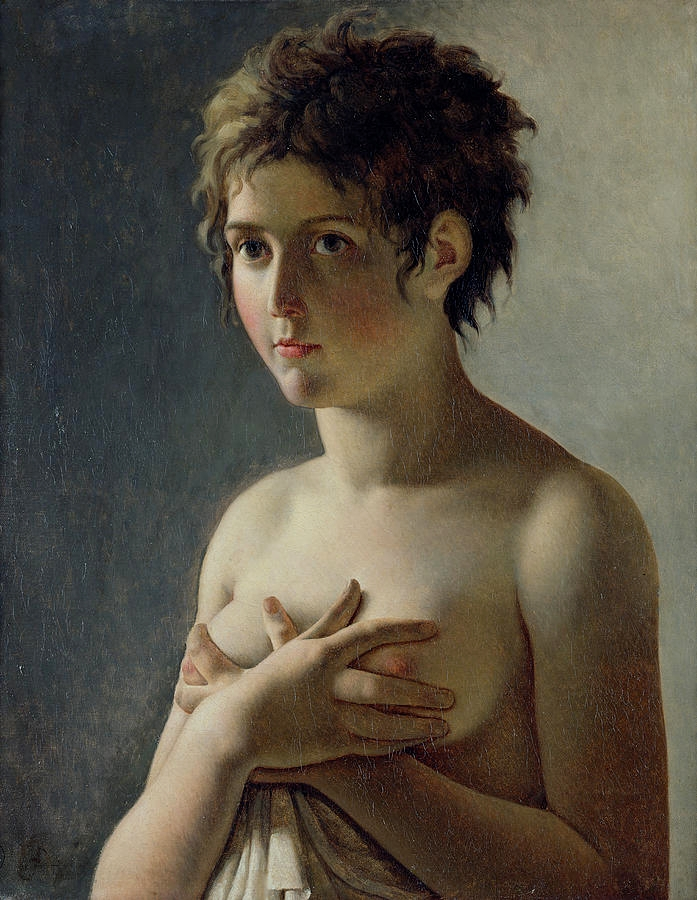
Jeune fille en buste (vers 1794), Paris, musée du Louvre.
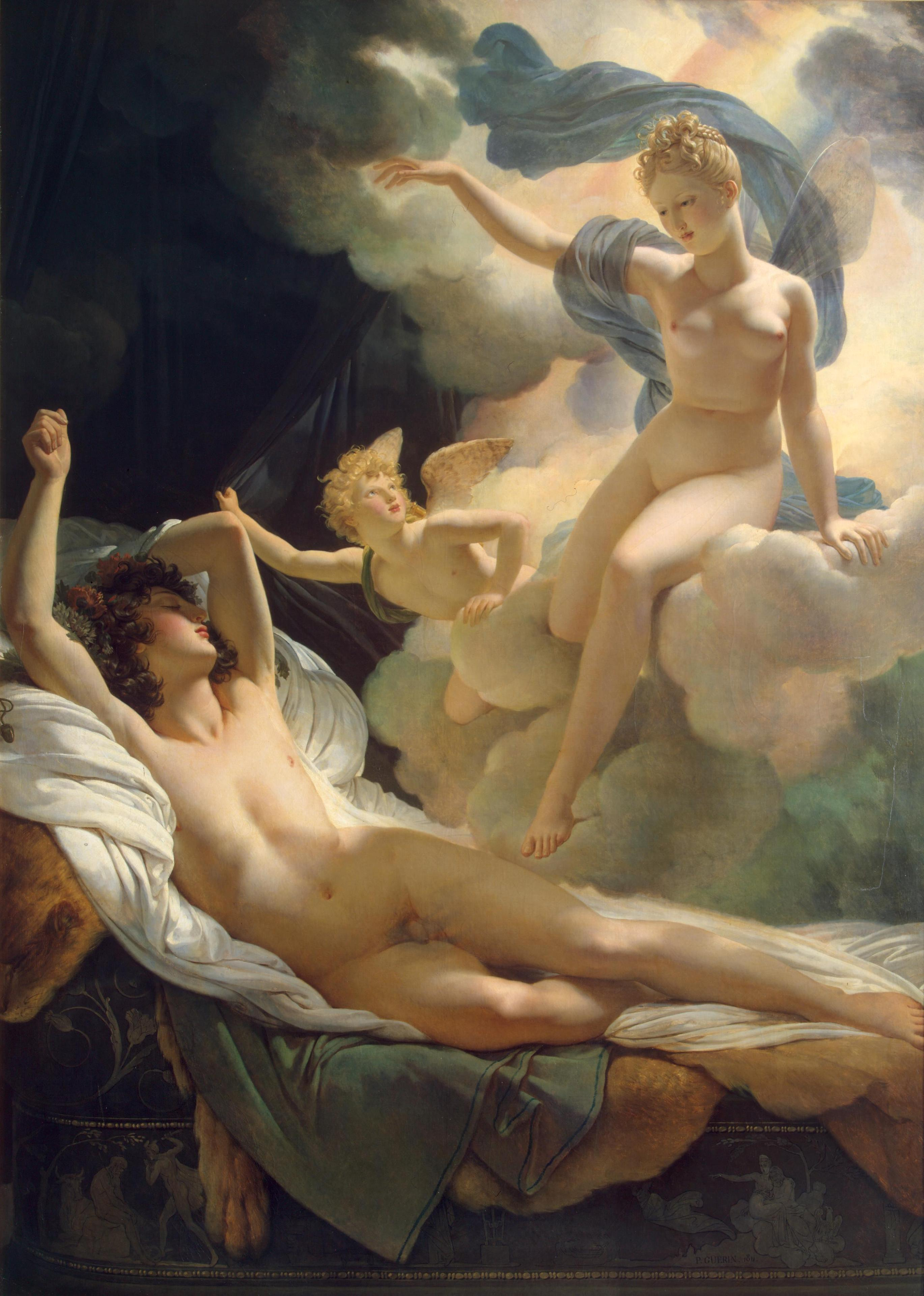
Morphée et Iris (1811), Saint-Pétersbourg, musée de l'Ermitage.
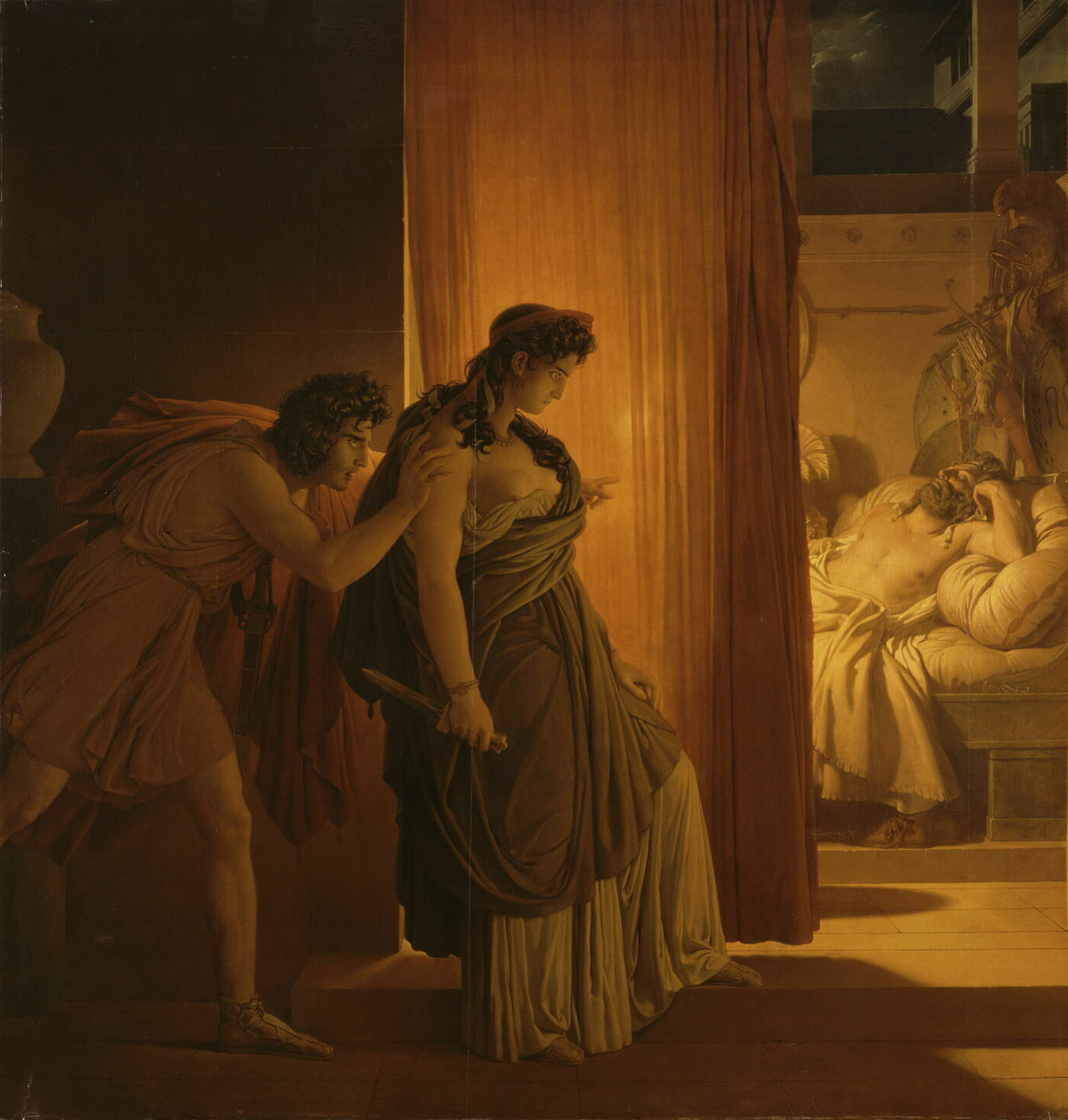
Clytemnestre hésitant avant de frapper Agamemnon endormi (1817), Paris, musée du Louvre.
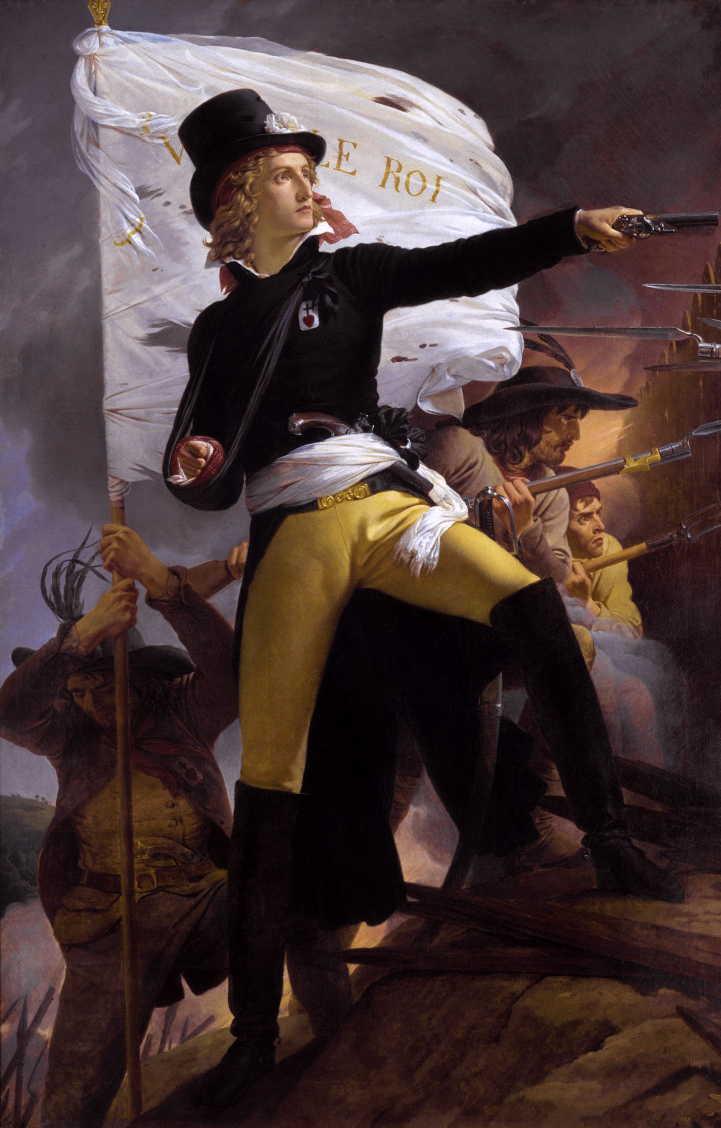
Henri de la Rochejaquelin (1817), musée d'Art et d'Histoire de Cholet.
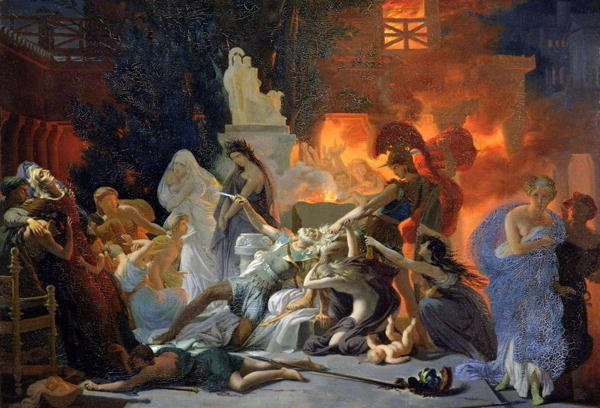
La Mort de Priam (1817), musée des Beaux-Arts d'Angers.

Dates non documentées
- Philotas, esquisse, huile sur toile, 60 × 866 cm, musée des Beaux-Arts de Valenciennes[37].
- Sainte Geneviève, huile sur toile, château de Compiègne[38].
- Portrait d'un membre de l'expédition d'Égypte, huile sur toile, Dijon, musée Magnin[39].
- Autoportrait, huile sur toile, 55 × 47 cm, Beaux-Arts de Paris[40].
- Bonaparte pardonnant aux révoltés du Caire, huile sur toile, musée des Beaux-Arts de Caen[réf. nécessaire].
- La Mort de Germanicus, huile sur toile, Dijon, musée Magnin[réf. nécessaire].
- Amour et Omphale, huile sur toile, Paris, musée du Louvre[réf. nécessaire].

### Dessins

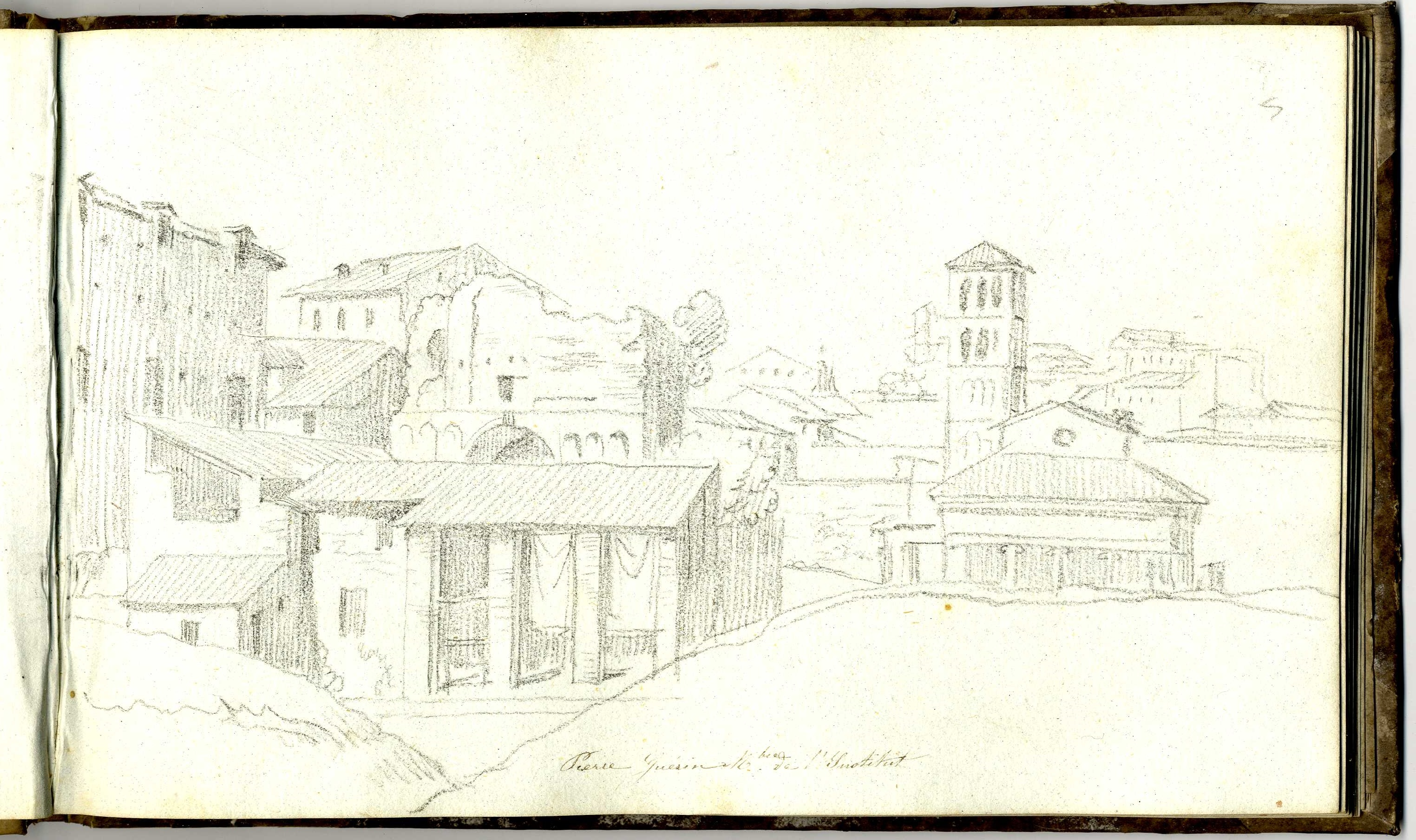
Vue de Rome (1805),
page de carnet,
musée d'Art et d'Histoire de Meudon.

- Meudon, musée d'Art et d'Histoire : Carnet de dessins, 1805, croquis réalisés en Italie, ancienne collection de Gustave Crauk[réf. nécessaire].
- Paris, musée du Louvre : La Mort de Caton, dessin[réf. nécessaire].
- Valenciennes , musée des Beaux-Arts : Homère charme Glaucus par ses chants, dessin[41].

## Hommage
- Rue Pierre-Guérin (Paris)